# 獻忠 (網絡迷因)
獻忠事件是近年中國大陸一系列隨機傷人、報復社會事件的統稱。
近年，在中國大陸經濟衰退、就業不穩定等環境因素下，新一代面對沉重的經濟壓力、社會的不平等，以及對未來的焦慮，從而生出對主流價值觀的不認同。這些現實問題促使部分人產生極端的情緒，甚至選擇以暴力行為作為對社會的「報復」。自2019年起，隨機傷人事件數量增加至少4至6倍。由2019至2023年的每年警方记录的3至5宗，至少增至2024年的19宗。
張獻忠名號被用來代指此類無差別殺人事件，把為報復社會而訴諸無差別殺傷路人的行為。部分媒體和網絡社群將這類行為及其相關事件統稱為「獻忠事件」。隨著這一現象的增多，該詞逐漸演變為一個網路迷因，甚至衍生出「獻忠學」。
部分觀點認為，獻忠事件與「加速主義」有一定聯繫。加速主義主張通過加速現存社會體制的崩潰，來推動社會的重建或變革。在此背景下，一些報復者可能視自己的行為為對現存社會結構的一種「反抗」或「挑戰」，將隨機傷人事件合理化為推動變革的極端方式。
同时也有观点认为, 社会原子化实际上剥夺了个体作为社会行动者以常态的社会行动达成利益诉求的能力, 往往导致个体行动无稳定预期而多以越轨、失范的方式展现. 在某些情况下越轨行为激化为"献忠事件". 